# Remensniderhaus

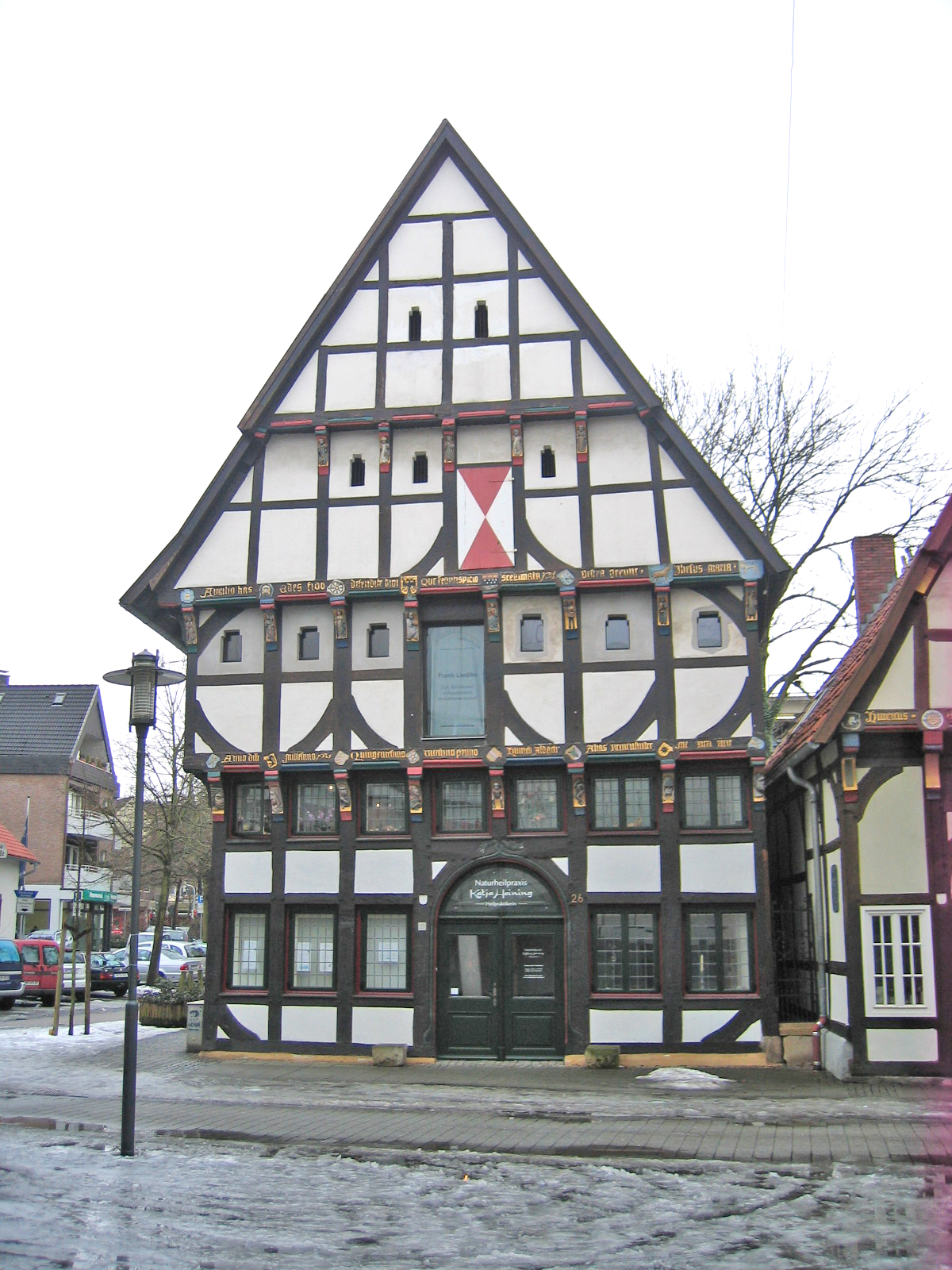
Ansicht von Norden

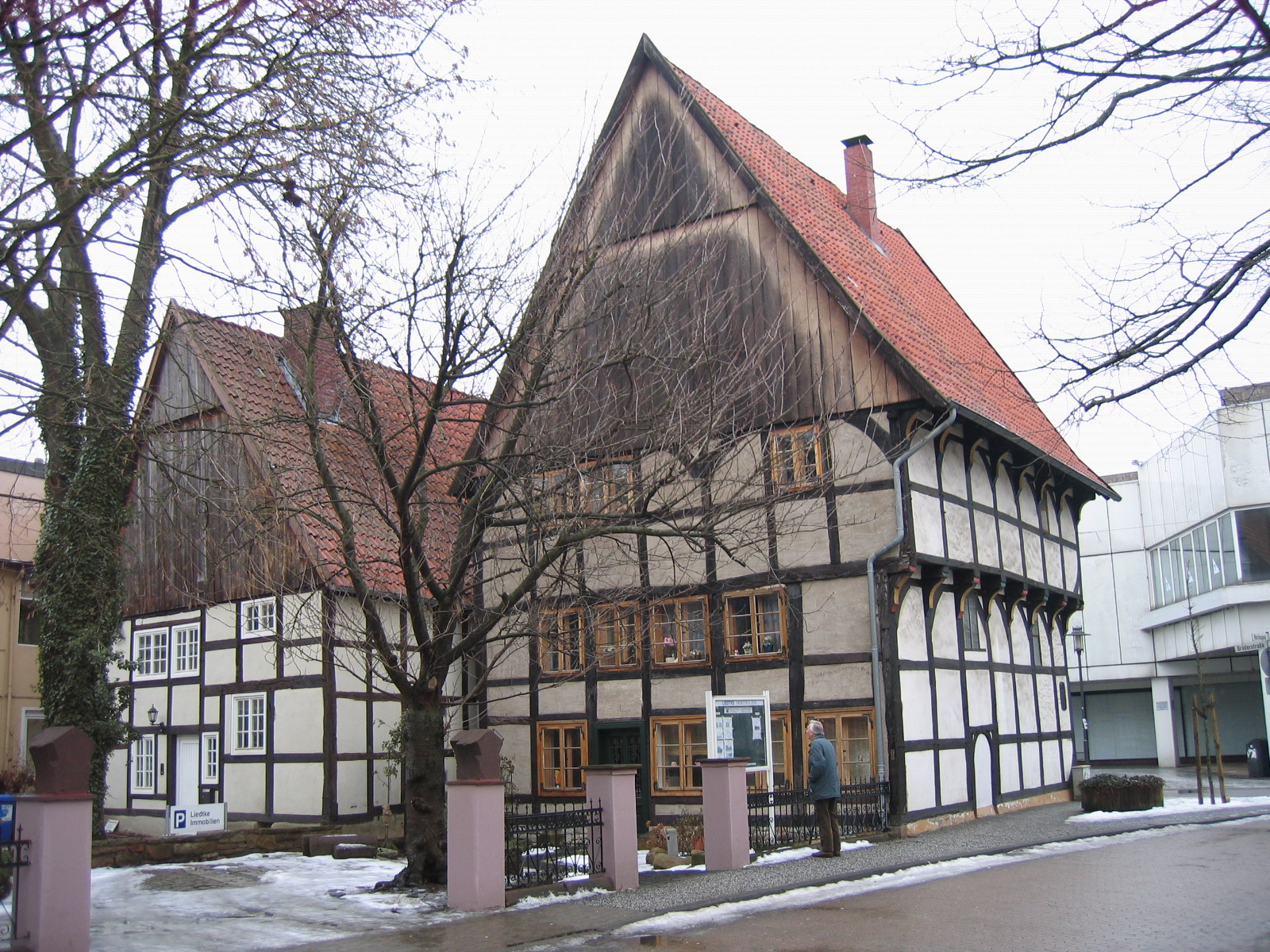
Ansicht von Süden

Das Remensniderhaus ist ein unter Denkmalschutz stehendes spätgotisches Fachwerkhaus in Herford.

## Lage
Das Haus befindet sich in der Fußgängerzone an der Brüderstraße 26 in der Herforder Altstadt. Direkt daneben steht das ebenfalls spätgotische 1532 erbaute Engelkinghaus.

## Beschreibung
Das dreigeschossige giebelständige Fachwerkhaus wurde 1521 für Heinrich Aldach, genannt Remensnider, erbaut. An der Schaufassade befinden sich 21 geschnitzte Figurenknaggen mit christlichen Darstellungen, was ebenso wie die Inschriften auf eine Verbindung zur Herforder Geistlichkeit hinweist.
Das zweite Obergeschoss ist an der nördlichen Giebelseite und an der östlichen Traufenwand zweifach über gekehlten Knaggen vorkragend. Die Knaggen sind an der Schaugiebelseite zur Brüderstraße mit Figuren beschnitzt. Die Schwellen sind zu Streben abgefasst, mit Inschriften und Wappen verziert. Die Ständer sind mit Kopfbändern, teilweise auch mit Fußbändern verstrebt. Auf einer Schwelle des Schaugiebels ist folgende Inschrift in lateinischen Worten enthalten: Auxilio has Edes fido difendiete divi Que frontispicio stemmata vestra gerunt (Verteidigt dieses Haus mit der treuen Hilfe Gottes, das Euren Stammbaum in dem Giebel trägt). 
Oberhalb der Inschrift befinden sich die Wappen der Landesherren von Braunschweig, Ravensberg, Lippe, Schaumburg, Waldeck, Osnabrück und Köln.
Mit seinen 21 Figurenknaggen ist es unter den spätgotischen Fachwerkbauten Westfalens das künstlerisch bedeutendste, das nach den Kriegszerstörungen der entsprechenden Fachwerkhäuser in Hildesheim und Braunschweig als Baudenkmal eine einzigartige Stellung in Norddeutschland einnimmt.
Das Remensniderhaus dokumentiert in seiner Knaggenschnitzerei in einer für den Oberweserraum einzigartigen Weise das religiöse Weltbild des ausgehenden Mittelalters.

## Geschichte
Der Bauherr ist durch seine inschriftliche Nennung bekannt: 1521 Hinrick Aldach, genannt Remensnider. Das Haus befand sich in der zweiten Hälfte des 19. Jahrhunderts im Besitz des Sattlers C. Gellert, von dem es 1899 die Stadt Herford erwarb. Im Jahre 1985 erfolgte die Übertragung auf die Wohnbau Herford GmbH. Seit 1998 ist es im Besitz der Familie Liedtke, die es zwischen 1999 und 2001 komplett restaurierte.
Ursprünglich dürfte das Haus eine Länge von elf Gebinden und somit eine Länge von ca. 16 Metern gehabt haben. Warum und wann der hinterer Gebäudeteil abgebrochen wurde, kann nicht genau gesagt werden. 
Seit 1981 steht es unter Denkmalschutz.